# 수페르코파 데 에스파냐 2015
수페르코파 데 에스파냐 2015(스페인어: Supercopa de España de Fútbol 2015)는 2015년 8월 14일과 8월 17일에 1·2차전 형식으로 맞붙어 진행된 스페인의 축구 컵대회 경기이다. 이 연도에는 라 리가와 코파 델 레이를 우승한 바르셀로나와 코파 델 레이를 준우승한 아틀레틱 빌바오가 맞붙었다. 그에 따라 이번 대회에서 코파 델 레이 결승전의 재대결이 성사되었다.
아틀레틱 빌바오는 합계 5-1로 이기면서 31년 만에 처음으로 대회 우승을 거두었다. 2015년 8월 14일에 벌어진 1차전에서 아리츠 아두리스가 해트트릭을 완성해 아틀레틱 빌바오의 4-0 승리를 견인했다. 아두리스는 사흘 후에 벌어진 2차전에서도 한 골을 추가해 캄 노우 적지에서 1-1 무승부를 도왔다.

## 참가 구단
| 구단            | 자격                                      |
| --------------- | ----------------------------------------- |
| 바르셀로나      | 라리가 2014-15, 코파 델 레이 2014-15 우승 |
| 아틀레틱 빌바오 | 코파 델 레이 2014-15 준우승               |

## 배경
이번이 수페르코파 26번째 대회 참가인 바르셀로나는 가장 많은 출장 기록을 세웠다. 아틀레틱 빌바오는 이번이 5번째 대회 참가였다. 양 구단 간의 맞대결은 이번이 4번째로, 바르셀로나가 이전의 3차례 맞대결에서 모두 승리했다.

## 상세 경기 정보

### 1차전
| 아틀레틱 빌바오                               | 4–0    | 바르셀로나 |
| --------------------------------------------- | ------ | ---------- |
| 산 호세 13′ · 아두리스 52′, 61′, 67′ (페널티) | 리포트 |            |

| 아틀레틱 | 바르셀로나 |

| GK                  | 1  | 고르카 이라이소스 (주장) |     |     |
| RB                  | 10 | 오스카르 데 마르코스     |     |     |
| CB                  | 16 | 샤비에르 에체이타        | 70′ |     |
| CB                  | 4  | 에므리크 라포르트        |     |     |
| LB                  | 24 | 미켈 발렌시아가          |     |     |
| DM                  | 7  | 베냐트 에체바리아        | 44′ |     |
| DM                  | 6  | 미켈 산 호세             | 89′ |     |
| RM                  | 14 | 마르켈 수사에타          | 73′ | 84′ |
| AM                  | 5  | 하비에르 에라소          | 43′ | 76′ |
| LM                  | 25 | 사빈 메리노              |     | 66′ |
| CF                  | 20 | 아리츠 아두리스          |     |     |
| 교체 선수:          |    |                          |     |     |
| GK                  | 30 | 이아고 에레린            |     |     |
| DF                  | 2  | 에네코 보베다            |     | 84′ |
| DF                  | 3  | 고르카 엘루스톤도        |     |     |
| DF                  | 18 | 카를로스 구르페기        | 87′ | 76′ |
| DF                  | 30 | 이니고 레쿠에            |     | 66′ |
| MF                  | 23 | 아헤르 아케체            |     |     |
| FW                  | 9  | 키케 솔라                |     |     |
| 감독:               |    |                          |     |     |
| 에르네스토 발베르데 |    |                          |     |     |

| GK            | 1  | 마르크-안드레 테어 슈테겐 |     |     |
| RB            | 6  | 다니 아우베스             | 66′ |     |
| CB            | 15 | 마르크 바르트라           |     |     |
| CB            | 23 | 토마스 페르말런           |     |     |
| LB            | 21 | 아드리아누                |     |     |
| DM            | 14 | 하비에르 마스체라노       | 80′ |     |
| CM            | 12 | 하피냐                    |     | 51′ |
| CM            | 20 | 세르지 로베르토           |     | 59′ |
| RF            | 10 | 리오넬 메시 (주장)        |     |     |
| CF            | 9  | 루이스 수아레스           |     |     |
| LF            | 7  | 페드로                    | 40′ | 71′ |
| 교체 선수:    |    |                           |     |     |
| GK            | 13 | 클라우디오 브라보         |     |     |
| DF            | 3  | 제라르드 피케             |     |     |
| MF            | 4  | 이반 라키티치             |     | 59′ |
| MF            | 5  | 세르지오 부스케츠         |     |     |
| MF            | 8  | 안드레스 이니에스타       | 89′ | 51′ |
| FW            | 16 | 산드로                    |     | 71′ |
| FW            | 17 | 무니르                    |     |     |
| 감독:         |    |                           |     |     |
| 루이스 엔리케 |    |                           |     |     |

| 부심: 호세 마리아 산체스 산토스 이그나시오 루비오 팔로미노 대기심: 헤르만 시드 카마초 |

### 2차전
| 바르셀로나 | 1–1    | 아틀레틱 빌바오 |
| ---------- | ------ | --------------- |
| 메시 43′   | 리포트 | 아두리스 74′    |

| 바르셀로나 | 아틀레틱 |

| GK            | 13 | 클라우디오 브라보          |     |     |
| RB            | 6  | 다니 아우베스              |     |     |
| CB            | 3  | 제라르드 피케              | 55′ |     |
| CB            | 14 | 하비에르 마스체라노        | 55′ |     |
| LB            | 24 | 제레미 마티외              |     |     |
| DM            | 5  | 세르지오 부스케츠          |     |     |
| CM            | 4  | 이반 라키티치              |     | 68′ |
| CM            | 8  | 안드레스 이니에스타 (주장) |     |     |
| RF            | 10 | 리오넬 메시                |     |     |
| CF            | 9  | 루이스 수아레스            |     |     |
| LF            | 7  | 페드로                     | 43′ | 68′ |
| 교체 선수:    |    |                            |     |     |
| GK            | 1  | 마르크-안드레 테어 슈테겐  |     |     |
| DF            | 15 | 마르크 바르트라            |     |     |
| DF            | 23 | 토마스 페르말런            |     |     |
| MF            | 12 | 하피냐                     |     |     |
| MF            | 20 | 세르지 로베르토            |     |     |
| FW            | 16 | 산드로                     |     | 68′ |
| FW            | 17 | 무니르                     |     | 68′ |
| 감독:         |    |                            |     |     |
| 루이스 엔리케 |    |                            |     |     |

| GK                  | 1  | 고르카 이라이소스        |     |     |
| RB                  | 2  | 에네코 보베다            | 29′ |     |
| CB                  | 16 | 샤비에르 에체이타        |     | 68′ |
| CB                  | 4  | 에므리크 라포르트        |     |     |
| LB                  | 24 | 미켈 발렌시아가          |     |     |
| DM                  | 18 | 카를로스 구르페기 (주장) |     |     |
| DM                  | 7  | 베냐트 에체바리아        | 59′ | 82′ |
| RM                  | 10 | 오스카르 데 마르코스     |     |     |
| AM                  | 5  | 하비에르 에라소          | 41′ |     |
| LM                  | 14 | 마르켈 수사에타          |     |     |
| CF                  | 20 | 아리츠 아두리스          | 58′ | 79′ |
| 교체 선수:          |    |                          |     |     |
| GK                  | 13 | 이아고 에레린            |     |     |
| DF                  | 3  | 고르카 엘루스톤도        |     | 68′ |
| DF                  | 30 | 이니고 레쿠에            |     |     |
| MF                  | 17 | 미켈 리코                |     | 82′ |
| MF                  | 23 | 아헤르 아케체            |     |     |
| FW                  | 9  | 키케 솔라                | 86′ | 79′ |
| FW                  | 25 | 사빈 메리노              |     |     |
| 감독:               |    |                          |     |     |
| 에르네스토 발베르데 |    |                          |     |     |

| 부심: 로베르토 알론소 페르난데스 마르코스 알바레스 모레노 대기심: 미겔 앙헬 오르티스 아리아스 |

## 우승
| 수페르코파 데 에스파냐 2015 우승 |
| -------------------------------- |
| 아틀레틱 빌바오 2번째 우승       |

## 같이 보기
- 라리가 2014-15
- 코파 델 레이 2014-15
- FC 바르셀로나 2015-16 시즌
- 아틀레틱 빌바오 2015-16 시즌
- 아틀레틱-바르셀로나 경쟁